# Linda Verdouw
Linda Verdouw (30 juni 1975) is een Nederlands langebaan- en marathonschaatsster.
In 1997 reed Verdouw op de NK Afstanden op de 500 meter waarbij ze als 14e eindigde. In 2002 won ze het ONK marathon op natuurijs welke op het Orsasjön bij Mora in Zweden werd verreden. In 2006 kwam zij uit op het NK marathon op kunstijs waar ze 6e werd en het ONK marathon op natuurijs waar ze 2e werd. 

## Langebaanschaatsen
Persoonlijke records
| Afstand    | Tijd    | Datum           | Baan       |
| ---------- | ------- | --------------- | ---------- |
| 500 meter  | 42,94   | 20 oktober 2002 | Den Haag   |
| 1000 meter | 1.25,24 | 2 maart 1999    | Heerenveen |
| 1500 meter | 2.09,58 | 14 oktober 2001 | Den Haag   |
| 3000 meter | 4.37,44 | 29 maart 2002   | Den Haag   |
| 5000 meter | 8.28,42 | 9 maart 1995    | Heerenveen |